# Heinz Schilcher (Fußballspieler)
Heinz Schilcher (* 14. April 1947 in Fohnsdorf, Steiermark; † 20. Juli 2018) war ein österreichischer Fußballspieler und -manager.

## Leben
Der defensive Mittelfeldspieler begann seine Karriere beim WSV Fohnsdorf und kam über Vorwärts Fohnsdorf zum Grazer AK, für den er in der Saison 1965/66 in der höchsten österreichischen Liga debütierte. Größter Erfolg mit den Athletikern für Heinz Schilcher war das Erreichen das ÖFB-Cupfinales 1968, das allerdings gegen SK Rapid Wien 0:2 verloren ging. Nach dieser Saison entschloss er sich zu einem Wechsel zum Stadtrivalen SK Sturm Graz, von dem 1971 der große Sprung zu Ajax Amsterdam gelang. Die Grazer kassierten dafür die damals große Ablösesumme von einer Million Schilling.
In den Niederlanden, wo Heinz Schilcher mit Spielerkollegen wie Johan Neeskens und Johan Cruyff auflief, gewann er alles, was es im Vereinsfußball zu gewinnen gibt: Er wurde niederländischer Meister 1972 und 1973 sowie Pokalsieger 1972. Auch den Europapokal der Landesmeister konnte er mit Ajax 1972 und 1973 jeweils gewinnen, wobei Heinz Schilcher in beiden Fällen nur bis zum Halbfinale gegen Benfica Lissabon beziehungsweise Real Madrid zum Einsatz kam. Im März 1973 stand Schilcher beim legendären 4:0-Erfolg von Ajax im Viertelfinal-Hinspiel gegen Bayern München auf dem Feld. Zu dieser Zeit kam er auch zu seinem einzigen Länderspiel in der österreichischen Nationalmannschaft. Leopold Šťastný berief ihn am 18. März 1973 gegen eben die Niederlande ein; Österreich gewann durch ein Tor von Helmut Köglberger mit 1:0. In Amsterdam lernte er auch seine 2017 verstorbene Frau Elin kennen.
Von den Niederlanden ging Heinz Schilcher zur Winterpause 1974 nach Frankreich in die Division 1, zunächst zu Paris FC und anschließend zwei Saisonen bis 1976 zu Olympique Nîmes. Nach Nîmes folgte 1976 RC Strasbourg, wo er ursprünglich als Spielertrainer fungierte. Die Trainerfunktion übernahm aber ab November Elek Schwartz. Mit Straßburg stieg er 1977 als Meister der Division 2 in die Division 1 auf, wo er noch ein Jahr für Racing spielte. Heinz Schilcher kehrte nach sieben Jahren im Ausland schließlich nach Graz zurück, wo er noch vier weitere Saisonen bis 1982 unumstrittener Stammspieler bei Sturm in der Bundesliga war. 1981 verpasste er gar erst durch eine Niederlage am letzten Spieltag gegen Rapid den sicher geglaubten Meistertitel.
Schilcher war von 1992 bis 2006 Sportdirektor bei Sturm und gilt gemeinsam mit dem von ihm nach Graz geholten Erfolgstrainer Ivica Osim als Architekt der großen Mannschaft der 1990er Jahre. Die beiden spielten von 1976 bis 1978 gemeinsam bei Racing Straßburg.
Im Prozess gegen den damaligen Sturm-Präsidenten Hannes Kartnig wurde er als Beitragstäter angeklagt und zu einer Geldstrafe in der Höhe von 1,9 Millionen Euro verurteilt.
Von 2007 bis 2011 war er bei Ajax Amsterdam als Scout für Süd- und Osteuropa unter Vertrag.
Am 20. Juli 2018 starb Schilcher im Alter von 71 Jahren an einer Krebserkrankung. Vor dem Qualifikationsspiel für die Championsleague zwischen Ajax Amsterdam und Sturm Graz am 25. Juli 2018 in der Johan-Cruyff-Arena, das die Gastgeber mit 2:0 gewannen, fand eine Gedenkminute zu seinen Ehren statt. Er hinterließ seine beiden Söhne Mikis und Jiri; seine Frau Elin (1952–2017), eine gebürtige Niederländerin, starb ein Jahr zuvor.

## Erfolge
- Europapokal der Landesmeister: 1972, 1973
- Niederländischer Meister: 1972, 1973
- Österreichischer Vizemeister: 1981
- Österreichischer Cupfinalist: 1969
- Niederländischer Cupsieger: 1972
- Französischer Zweitligameister: 1977